# Ruschia griquensis
Ruschia griquensis är en isörtsväxtart som först beskrevs av L. Bol., och fick sitt nu gällande namn av Schwant. Ruschia griquensis ingår i släktet Ruschia och familjen isörtsväxter. Inga underarter finns listade i Catalogue of Life.